# Euxoa purificata
Euxoa purificata là một loài bướm đêm trong họ Noctuidae.